# Enrico Mainardi
Enrico Mainardi   (Milà, 19 de maig de 1897 - Múnic, 11 d'abril de 1976)

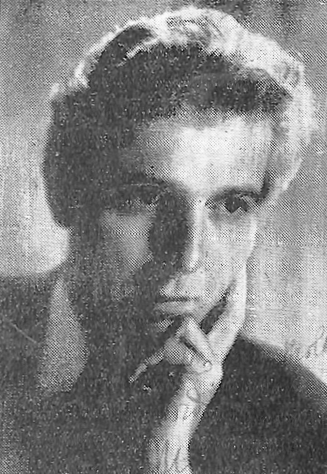
Fotografia d'Enrico Mainardi.

 va ser un violoncel·lista, compositor i director d'orquestra italià.

## Biografia
Ja l'any 1910, als tretze anys, va començar la seva carrera com a virtuós del violoncel a moltes sales de concerts d'Europa.
Enrico Mainardi va treballar com a professor a la Universitat de les Arts de Berlín, a l'Accademia Santa Cecilia de Roma i als cursos d'estiu de Salzburg i Lucerna i va tenir alguns violoncel·listes famosos com a estudiants, com Siegfried Palm, Miklós Perényi, Michael Steinkuhler, Heidi Litschauer i Joan Dickson.
Mainardi va formar un famós trio amb Edwin Fischer (piano) i Georg Kulenkampff (violí), més tard Wolfgang Schneiderhan (violí). També va actuar juntament amb el pianista Sebastian Peschko. El 1967 també va fundar un trio amb el pianista Guido Agosti i el flautista Severino Gazzelloni.

A la dècada de 1950, Mainardi va analitzar les sis suites per a violoncel sol de Bach i els va publicar per Schott amb noves inclinacions i digitacions. Va escriure:
"Les inclinacions i digitacions d'aquesta edició s'han determinat amb la intenció de deixar el més clar possible el 'contrapunt lineal' que és el principi formatiu de les suites de violoncel de Bach. Vaig intentar aconseguir-ho amb l'ajuda del contrast que sorgeix d'un canvi conscient entre lligat i no lligat, així com aprofitant els diferents timbres de les quatre cordes del violoncel."
 Enrico Mainardi va estar en una relació amb l'actriu Marianne Hold durant anys. La seva dona Ada Colleoni-Mainardi tenia una relació amb Arturo Toscanini.
Com a compositor, va crear obres orquestrals, cinc concerts per a violoncel i orquestra i música de cambra. La finca d'Enrico Mainardi es troba als fons de l'Arxiu de Compositors Alemanys del Centre Europeu de les Arts a Hellerau.
Enrico Mainardi va ser enterrat al cementiri de Breitbrunn al llac Ammersee.